# Alois Barthelme
Alois Barthelme war ein deutscher Kommunalpolitiker.

## Werdegang
Barthelme wurde nach Ende des Zweiten Weltkriegs als Bürgermeister der schwäbischen Stadt Donauwörth eingesetzt. Er baute die Stadtverwaltung neu auf und sorgte sich um die Beseitigung der Kriegsschäden. Er blieb bis 1948 im Amt.
1946 war er Mitglied im Beratenden Landesausschuss des Freistaats Bayern.